# アームストロング・ホイットワース アポロ
アームストロング・ホイットワース
アポロ
ファーンボロのETPSで使用されていたアームストロング・ホイットワース アポロの試作2号機。1954年9月。
- 用途：旅客機
- 製造者：アームストロング・ホイットワース
- 初飛行：1949年4月10日
- 生産数：2機
- 運用開始：1952年
- 退役：1957年

アームストロング・ホイットワース アポロ（Armstrong Whitworth AW.55 Apollo）は、1940年代に英国のバギントンに所在するアームストロング・ホイットワース社が製造した旅客機である。この機体はビッカース バイカウントの競合機であったが、エンジンの不具合が解消せず僅か2機しか製造されなかった。

## 開発
ブラバゾン委員会の設計案2型と呼ばれる24-30名の乗客を乗せて1,610 km（1,000 mi）以上の距離を巡航速度480 km/h（300 mph）で飛行できる利用客の少ない航空路に就航する小型、中距離、与圧キャビン付の機体を要求した航空省要求仕様 C.16/46となった。
AW.55 アポロとなったこの機体は首車輪式の降着装置、通常の片持ち式の水平尾翼と26 - 31人乗りの与圧式の客室を持つ片持ち式の低翼単葉機であった。量産機型では1,270 shp (950 kW) を発生すること期待されたアームストロング・シドレー マンバを使用するように設計されたが、アポロの試作機の準備が整ったときにはこのエンジンは僅か800 shp (600 kW) の出力しか出せなかった。2機の試作機と静止テスト用の機体が軍需省から発注され、1948年に製造が開始された。試作機（シリアル番号：VX220）は1949年4月10日にバギントンで初飛行を行った。機体は不安定、出力不足であり、僅か9時間の飛行をした後で飛行停止となり各種問題の解決が図られた。テスト飛行が1949年8月に再開されたが、更なるエンジンの問題が発生した。設計変更には飛行特性改善のための胴体背面へのフィンの取り付けとフィン面積の拡大が含まれていた。1950年10月に無償での乗客輸送を認める限定的な耐空証明が発行され、1951年3月12日にバギントン - パリ間で1回の試験飛行が行われた。更なるエンジン関連の問題により試験飛行とテストが中断された。アームストロング・ホイットワース社はヨーロッパの航空会社にアポロの売り込みを開始したが、性能上とエンジンの問題が解決できず1952年6月に開発計画の放棄が決定された。ブラバゾン計画の設計案2型で競合機であったロールス・ロイス ダートを装備したビッカース バイカウントが1950年代と1960年代のターボプロップ機のベストセラーとなった。

## 運用の歴史
開発計画はキャンセルされたが2機の試作機は軍需省に買い上げられ、1機が1952年9月にボスコムダウンの航空機・兵装実験機関で運用に入った。1953年9月に2機目（シリアル番号：VX224）が続き、後に帝国テストパイロット学校で使用された。1機目は1955年に解体され、2番目の機体は王立航空研究所の構造部門（Structures Department）に引き渡された。この機の胴体はファーンボロで1970年代にスクラップになるまで水槽を使用した耐圧試験に使用された。

## 運用
イギリス
- 航空機・兵装実験機関
- 帝国テストパイロット学校

## 要目
British Civil Aircraft since 1919, Armstrong Whitworth Aircraft since 1913
- 乗員：3名
- 搭載量：旅客26 - 31名
- 全長：21.79 m (71 ft 6 in)
- 全幅：28.04 m (92 ft 0 in)
- 全高：7.92 m (26 ft 0 in)
- 翼面積：91.6 m² (986 ft²)
- 空虚重量：13,600 kg (30,800 lb)
- 最大離陸重量：20,400 - 21,400 kg (45,000 - 47,000 lb)
- エンジン：4 × アームストロング・シドレー マンバ AS.1[3] ターボプロップ、1,010 shp (753 kW)
- 最大速度：531 km/h (330 mph, 287 knots)
- 巡航速度：444 km/h (276 mph, 240 knots)
- 巡航高度：8,534 m (28,000 ft)
- 航続距離：1,513 km (940 mi, 817 nmi)
- 上昇率：7.6 m/s (1,500 ft/min)、海面高度